# バトルクラッシャー
『バトルクラッシャー』は、1995年1月27日に日本のバンプレストから発売されたゲームボーイ用2D対戦型格闘ゲーム。
同社のクロスオーバー作品『コンパチヒーローシリーズ』のゲームボーイ用ソフト第4作目。『仮面ライダーシリーズ』、『ウルトラシリーズ』、『ガンダムシリーズ』のキャラクターを題材にした格闘ゲーム。キャラクターの手足を空中に浮かぶパーツとして表現しており、この表現方法は任天堂のファミリーコンピュータ用ソフト『ジョイメカファイト』（1993年）と共通している。
開発はさんえるが行い、プロデューサーはPlayStation用ソフト『メガチュード2096』（1996年）を手掛けた下道隆、ディレクターはセガサターン用ソフト『BATSUGUN』（1996年）を手掛けた石谷浩二、音楽はカプコンのスーパーファミコン用ソフト『ロックマンズサッカー』（1994年）を手掛けた富樫則彦が担当している。

## ゲーム内容
登場するキャラクターは搭乗者「ファイター」と乗り物「パンツァー」に分かれており、組み合わさることで一体のキャラクターとなる。ファイターとパンツァーはそれぞれ固有の技を持っており、組み合わせによってキャラクターの性能が変化する。ファイターごとに搭乗できるパンツァーはあらかじめ決まっているが、例外的にロアのみヘルザーク以外の全パンツァーに乗ることが可能。逆にダークエミィはヘルザーク以外に乗り込むことは不可能になっているが、その分他のキャラクターよりも必殺技が豊富に用意されている。

## 登場キャラクター
| チーム           | ファイター            | パンツァー     |
| ---------------- | --------------------- | -------------- |
| 仮面ライダー     | 仮面ライダー1号       | サイクロン号   |
| 仮面ライダー     | 仮面ライダースーパー1 | サイクロン号   |
| 仮面ライダー     | シャドームーン        | ヘビ獣人       |
| 仮面ライダー     | 地獄大使              | ヘビ獣人       |
| ウルトラマン     | ウルトラマン          | J・ビートル    |
| ウルトラマン     | ウルトラセブン        | J・ビートル    |
| ウルトラマン     | ゴモラ                | キングジョー   |
| ウルトラマン     | ゼットン              | キングジョー   |
| ガンダム         | ガンダム              | Gファイター    |
| ガンダム         | ガンダムF91           | Gファイター    |
| ガンダム         | ドム                  | ザクレロ       |
| ガンダム         | ケンプファー          | ザクレロ       |
| スペシャルチーム | ロア                  | とうりゅうおう |
| スペシャルチーム | ダークエミィ          | ヘルザーク     |

## スタッフ
- ディレクター：石谷浩二
- プロデューサー：下道隆
- エグゼクティブ・プロデューサー：東喜三郎
- 音楽：富樫則彦

## 評価
ゲーム誌『ファミ通』の「クロスレビュー」では、5・3・4・4の合計16点（満40点）、『ファミリーコンピュータMagazine』の読者投票による「ゲーム通信簿」での評価は以下の通り、18.8点（満30点）となっている。
| 項目 | キャラクタ | 音楽 | お買得度 | 操作性 | 熱中度 | オリジナリティ | 総合 |
| 得点 | 3.5        | 3.1  | 3.0      | 3.1    | 3.2    | 3.0            | 18.8 |